# Mimotemnosternus denticollis
Mimotemnosternus denticollis är en skalbaggsart som först beskrevs av Francis Polkinghorne Pascoe 1867.  Mimotemnosternus denticollis ingår i släktet Mimotemnosternus och familjen långhorningar. Inga underarter finns listade i Catalogue of Life.